# Frank Gosdzik
Frank "Blackfire" Gosdzik (24 de fevereiro de 1966, Essen) é um guitarrista alemão, mais conhecido por tocar nas bandas de thrash metal Sodom e Kreator.
Seu pseudônimo surgiu quando chegou ao Sodom e encontrou com Angelripper e Witchhunter, então ele resolveu usar Blackfire como sobrenome.

## Discografia

### comSodom
- 1987: Expurse of Sodomy (EP)
- 1987: Persecution Mania
- 1988: Mortal Way of Live (ao vivo)
- 1989: Agent Orange
- 1996: Ten Black Years

### comKreator
- 1990: Coma of Souls
- 1992: Renewal
- 1995: Cause for Conflict
- 1996: Scenarios of Violence (Best-of-Album)
- 1999: Voices of Transgression (Best-of-Album)
- 2000: Past Life Trauma (Best-of-Album)

### com Mystic / Blackfire
- 2002: Mystic EP
- 2004: 2004 EP